# Сан Никола (Фрозиноне)
Сан Никола је насеље у Италији у округу Фрозиноне, региону Лацио.
Према процени из 2011. у насељу је живело 340 становника. Насеље се налази на надморској висини од 70 м.